# Raymond Vincy
Raymond Ovanessian, dit Raymond Vincy, né le 23 février 1904 à Marseille et mort le 26 mai 1968  à Neuilly-sur-Seine, est un librettiste et parolier français d'origine arménienne.

## Biographie
Raymond Vincy a fait des débuts modestes à Marseille dans les années 1930 en collaborant, aux côtés d'Alibert, à la rédaction du livret de plusieurs opérettes d'Émile Audiffred et  Vincent Scotto, mais sans que sa signature ne figure au bas des ouvrages (Trois de la marine, Les Gangsters du château d'If, Le Roi des galéjeurs). Toujours à Marseille, en 1942, il collabore avec Alibert pour l'opérette-revue d'Émile Audiffred et Vincent Scotto, C'est tout le Midi.
En 1945, Raymond Vincy fournit à Francis Lopez le livret de La Belle de Cadix (en collaboration avec Marc-Cab, Émile Audiffred et Maurice Vandair pour les paroles). À partir de ce moment, il devient le librettiste et le parolier attitré de Francis Lopez (une quinzaine d'opérettes appelées à un succès considérable naîtront de cette collaboration, de 1947 à 1967, dont Andalousie, Quatre jours à Paris, Pour Don Carlos, Le Chanteur de Mexico, La Route fleurie, La Toison d'Or, Méditerranée, Le Secret de Marco Polo, Visa pour l'amour, Le Prince de Madrid). Il écrit par ailleurs, à la demande de Maurice Lehmann, directeur du Théâtre du Châtelet, les livrets  de Maria Flora (musique d'Henri Betti) et de Rose de Noël (sur des airs de Franz Lehar, mort en 1948).
Raymond Vincy a également écrit plusieurs comédies, dont J'y suis, j'y reste avec Jean Valmy pour Jeanne Sourza, qui connut un triomphe.
Il est aussi l'auteur des paroles du célèbre Petit Papa Noël, écrites en 1946 sur une musique du compositeur marseillais Henri Martinet (1909-1985) et chantée par Tino Rossi.

## Œuvres
- 1940 : Ce coquin de soleil de Raymond Vincy, mise en scène René Pujol, Théâtre des Célestins
- 1942 : Le Port de Soleil Avec Gorlett et Mireille Ponsard, Livret: Raymond Vincy, Émile Audiffred, Marc Cab
- 1942 : Avec le Soleil Avec Reda Caire et Mireille Ponsard, Livret: Raymond Vincy, Albert Bossy, Émile Audiffred, Juliette Saint Giniez
- 1945 : La vie de Château avec Alice Tissot et Max Regnier, musique de Georges Sellers, livret d'Émile Audiffred, Max Régnier et Raymond Vincy, Théâtre Mogador [2].
- 1945 : La Belle de Cadix opérette, musique Francis Lopez, livret Raymond Vincy et Émile Audiffred, mise en scène Maurice Poggi, au Casino Montparnasse[3] et adaptée au cinéma en 1953 par Raymond Bernard
- 1949 : Monsieur Bourgogne opérette en deux actes et 6 tableaux, musique Francis Lopez, livret Raymond Vincy, mise en scène Maurice Poggi, Bobino.
- 1950 : J'y suis, j'y reste de Raymond Vincy et Jean Valmy, Théâtre du Gymnase
- 1950 : Pour Don Carlos, musique Francis Lopez, livret André Mouëzy-Éon, chansons Raymond Vincy d'après Pierre Benoit, mise en scène Maurice Lehmann, Théâtre du Châtelet
- 1951 : Le Chanteur de Mexico opérette, musique Francis Lopez, livret Félix Gandéra et Raymond Vincy, mise en scène Maurice Lehmann, au théâtre du Châtelet et adaptée au cinéma en 1956 par Richard Pottier
- 1952 : Feu Monsieur de Marcy de Raymond Vincy et Max Regnier, mise en scène Georges Douking, 1940 :Théâtre de la Porte Saint Martin
- 1955 : Méditerranée, musique Francis Lopez, livret Raymond Vincy, mise en scène Maurice Lehmann, Théâtre du Châtelet
- 1957-1958 : Maria Flora de Maurice Lehmann, livret et paroles de Raymond Vincy, musique d'Henri Betti, Théâtre du Châtelet
- 1958 : La Saint Valentin de Raymond Vincy, mise en scène Alfred Pasquali, Théâtre des Célestins
- 1961 : Visa pour l'amour de Raymond Vinci et Francis Lopez, mise en scène René Dupuy, avec Luis Mariano, Gaîté Lyrique
- 1963 : Cristobal le Magnifique opérette, musique Francis Lopez, livret Raymond Vincy, mise en scène Guy Lauzin, Théâtre de l'Européen
- 1968 : Pic et Pioche de Raymond Vincy, Jacques Mareuil et Darry Cowl, mise en scène Robert Thomas, Théâtre des Nouveautés